# Hot Stuff (The Rolling Stones)
Hot Stuff è un singolo discografico del gruppo rock britannico The Rolling Stones, incluso nel loro album Black and Blue del 1976.

## Il brano
Hot Stuff, composta da Mick Jagger e Keith Richards, venne registrata nel marzo, ottobre e dicembre 1975 durante le sessioni in studio per l'album Black and Blue, è una canzone pesantemente influenzata dalle sonorità disco/funk dell'epoca, con il pesante ritmo di batteria di Charlie Watts accompagnato da Ollie E. Brown alle percussioni, Bill Wyman con una linea di basso molto funky, e un esteso impiego del pedale Wah-wah da parte del chitarrista ospite Harvey Mandel, ex membro dei Canned Heat. Mandel suona la chitarra solista nella traccia e fu uno dei nomi presi in considerazione per sostituire l'uscente Mick Taylor come chitarrista solista degli Stones, posizione poi occupata da Ron Wood. Billy Preston suona il pianoforte nella registrazione e contribuisce ai cori insieme a Richards E Wood. Nel videoclip della canzone diretto da Michael Lindsay-Hogg, tuttavia, è mostrato Ron Wood alla chitarra al posto di Mandel.

## Pubblicazione
Secondo ed ultimo singolo estratto da Black and Blue (dopo il successo internazionale Fool to Cry), Hot Stuff non ebbe il riscontro commerciale del suo predecessore, raggiungendo la posizione numero 49 negli Stati Uniti d'America. Nonostante il relativo insuccesso del singolo, la band continuò a esplorare le sonorità disco/funk in produzioni successive, come nel singolo seguente Miss You, pubblicato due anni dopo.

## Riferimenti nella cultura di massa
- Nel romanzo Ossessione di Stephen King, la canzone è suonata durante una festa.
- Il brano era la canzone d'entrata sul ring del wrestler "Hot Stuff" Eddie Gilbert.[senza fonte]